# Spermula
Spermula è un film del 1976 diretto da Charles Matton. È una pellicola erotica horror fantascientifica.

## Trama
Gli abitanti del pianeta Spermula arrivano dal futuro sulla Terra per nutrirsi del seme vitale terrestre.

## Produzione
Il titolo di lavorazione provvisorio del film era L'amour est un fleuve en Russie.